# Bernhard Steinhauf
Bernhard Steinhauf (* 14. Januar 1959 in Frankfurt am Main; † 14. Februar 2014) war ein deutscher römisch-katholischer Kirchenhistoriker.
Steinhauf studierte Geschichte und Theologie an den Universitäten Berlin, München und Bamberg. 1989 wurde er an der Universität Bamberg mit einer Arbeit über Giovanni Ludovico Madruzzo zum Dr. theol. promoviert. 1990 wurde er wissenschaftlicher Assistent am Lehrstuhl für Patrologie und Kirchengeschichte der Fakultät Katholische Theologie der Universität Bamberg. 1997 erfolgte dort die Habilitation im Fach Kirchengeschichte des Mittelalters und der Neuzeit. Im Wintersemester 2002/03 bewarb er sich vergeblich um die Professur für Kirchengeschichte an der Universität Frankfurt a. M. (Nachfolge Hubert Wolf).
Er war verheiratet mit der Oberstudienrätin Susanne Steinhauf, mit der er zwei Kinder hatte, und wohnte in Bamberg.